# Вашингтон (окръг, Мейн)
Вижте пояснителната страница за други значения на Вашингтон.
Окръг Вашингтон (на английски: Washington County) е окръг в щата Мейн, Съединени американски щати. Площта му е 8430 km², а населението – 31 450 души (2016). Административен център е град Мъчайъс.